# Miljoenenjacht
Miljoenenjacht (tiếng Anh: Hunt for Millions; phát âm tiếng Hà Lan: [mɪlˈjunə(n)jɑxt]; tạm dịch: Săn tiền triệu), có tên chính thức là Postcode Loterĳ Miljoenenjacht, là gameshow truyền hình nổi tiếng của Hà Lan, được tài trợ bởi Cơ quan Xổ số Bưu chính Quốc gia Hà Lan. Chương trình được lên sóng từ ngày 25 tháng 11 năm 2000, và được dẫn dắt bởi nữ MC nổi tiếng của Hà Lan - Linda de Mol.
Vòng thi chính của chương trình - Vòng đặc biệt chính là phiên bản gốc của loạt trò chơi truyền hình Deal or No Deal đã được mua bản quyền tại hơn 100 quốc gia trên thế giới.
Phiên bản của Việt Nam mang tên Đi tìm ẩn số, phát sóng trên HTV7 từ năm 2005 đến năm 2017.

## Luật chơi

### Giai đoạn từ 2000-2001
1000 người chơi tham gia chương trình được chia đều thành 10 khán đài (được đánh số từ 1 đến 10, mỗi khán đài 100 người), mỗi khán đài lại được chia thành 5 khối, mỗi khối 20 người.

#### Vòng 1
Có 2 đội ở vòng 1: Đội đỏ (Khán đài 1-5) và đội xanh (Khán đài 6-10). Có 4 câu hỏi trắc nghiệm với 3 phương án. Thời gian cho những người chơi là 6 giây. Mỗi người trả lời đúng sẽ có 1 điểm cho đội của mình. Đội nào có tổng điểm cao hơn sẽ đi tiếp vào vòng 2.

#### Vòng 2
5 khán đài của đội thắng trong vòng 1 sẽ thi đấu với nhau, luật tương tự như vòng 1. Khán đài nào có điểm số cao nhất sẽ đi tiếp vào vòng 3.

#### Vòng 3
5 khối của khán đài chiến thắng trong vòng 2 sẽ thi đấu với nhau, luật tương tự như vòng 1 và vòng 2. Khối khán giả nào có điểm số cao nhất sẽ đi tiếp vào vòng 4.

#### Vòng 4
20 người chơi được chia làm 10 cặp đấu, mỗi cặp thi đấu 1 câu hỏi trắc nghiệm. Nếu người chơi bấm chuông trả lới đúng, người đó đi tiếp vào vòng 5, còn nếu sai thì đối thủ sẽ đi tiếp.

#### Vòng 5
Sẽ có 5 câu hỏi về dữ liệu số được đưa ra. Người nào trả lời đúng hoặc gần đáp án nhất trong từng câu hỏi sẽ đi tiếp vào vòng 5.

#### Vòng 6
5 thí sinh phải sắp xếp 6 sự kiện lịch sử theo thứ tự xảy ra. Trong mỗi lượt, người có kết quả tệ nhất sẽ bị loại. Chỉ có 3 người được bước vào vòng 7.

#### Vòng 7
25 bức ảnh được hiện ra, mỗi hình ảnh là câu hỏi cho 1 câu hỏi. Câu hỏi được đưa ra là câu hỏi mở. Chỉ có 1 người được trả lời mỗi câu bằng cách ấn chuông nhanh. Mỗi câu trả lời đúng sẽ ghi về cho người đó 2 điểm, nếu sai mỗi người còn lại được 1 điểm. 2 người đạt 15 điểm trước sẽ vào vòng 8.

#### Vòng đặc biệt
Trong giai đoạn này, luật chơi không phải là luật chơi mà chúng ta biết của Deal or No Deal, mà là một loạt 7 câu hỏi. Người chơi vòng đặc biệt sẽ phải trả lời từng câu hỏi trong thời gian 30 giây/câu. Mỗi câu trả lời đúng sẽ nhân số tiền thưởng lên 10 lần.
Dưới đây là thang tiền thưởng:
| Số câu trả lời đúng | Số tiền thưởng (tương ứng theo euro) |
| ------------------- | ------------------------------------ |
| 0                   | ƒ1 (€0.45)                           |
| 1                   | ƒ10 (€4.53)                          |
| 2                   | ƒ100 (€45.37)                        |
| 3                   | ƒ1,000 (€453.78)                     |
| 4                   | ƒ10,000 (€4,537.80)                  |
| 5                   | ƒ100,000 (€45,378.02)                |
| 6                   | ƒ1,000,000 (€453,780.17)             |
| 7                   | ƒ10,000,000 (€4,537,801.68)          |

### Giai đoạn từ 2002 tới 2010
Từ năm 2002 tới nay, format có sự thay đổi, với sự xuất hiện của format hiện nay được biết đến dưới cái tên Deal or No Deal. 500 người chơi (cùng với 500 người đồng hành) tham gia chương trình được chia đều thành 10 khán đài (được đánh số từ 1 đến 10, mỗi khán đài 50 người), mỗi khán đài lại được chia thành 2 khối, mỗi khối 25 người.

#### Vòng 1 tới Vòng 3
Tương tự như giai đoạn trước năm 2002, tuy vậy sẽ có 1 khối 25 người thay vì 20 người đi tiếp vào vòng 4.

#### Vòng 4
Có 6 biến thể của vòng 4 được sử dụng:

##### Giai đoạn từ 2002 đến 2003
25 người chơi của khối thắng vòng 3, cùng 1 người được lựa chọn ngẫu nhiên từ 475 người chơi còn lại sẽ tham dự vòng 4.
Ở giai đoạn 1, 26 thí sinh trả lời 7 câu hỏi trắc nghiệm thuộc nhiều lĩnh vực khác nhau. Thời gian suy nghĩ và trả lời cho mỗi câu là 5 giây. Người chơi trả lời bằng cách bấm nút A hoặc B trên điều khiển cầm tay. Trả lời đúng, mỗi người nhận được số điểm bằng số người trả lời sai trong câu hỏi đó (ví dụ nếu trong một câu hỏi có 25 người đáp đúng và 1 người đáp sai thì mỗi người đúng được một điểm, còn nếu trong một câu hỏi chỉ có một người đáp đúng, 25 người đáp sai thì người đáp đúng duy nhất đó được 25 điểm). 10 thí sinh cao điểm nhất sẽ bước vào giai đoạn 2.
Ở giai đoạn 2, 10 thí sinh trả lời 7 câu hỏi trắc nghiệm thuộc nhiều lĩnh vực khác nhau. Thời gian suy nghĩ và trả lời cho mỗi câu là 5 giây. Người chơi trả lời bằng cách bấm nút A, B, C, D trên điều khiển cầm tay. Trả lời đúng, mỗi người nhận được số điểm bằng số người trả lời sai trong câu hỏi đó (ví dụ nếu trong một câu hỏi có 9 người đáp đúng và 1 người đáp sai thì mỗi người đúng được một điểm, còn nếu trong một câu hỏi chỉ có một người đáp đúng, 9 người đáp sai thì người đáp đúng duy nhất đó được 9 điểm). 2 thí sinh cao điểm nhất sẽ bước vào vòng 5.

##### Giai đoạn từ 2003 đến 2005
25 người chơi của khối thắng vòng 3, cùng 1 người được lựa chọn ngẫu nhiên từ 475 người chơi còn lại sẽ tham dự vòng 4.
26 người chơi sẽ trả lời 10 câu hỏi trắc nghiệm thuộc nhiều lĩnh vực khác nhau (3 câu đầu có 2 đáp án, 3 câu tiếp có 3 đáp án, 4 câu cuối có 4 đáp án). Thời gian suy nghĩ và trả lời cho mỗi câu là 5 giây. Người chơi trả lời bằng cách bấm nút A, B, C, D trên điều khiển cầm tay. Trả lời đúng, mỗi người nhận được số điểm bằng số người trả lời sai trong câu hỏi đó (ví dụ nếu trong một câu hỏi có 25 người đáp đúng và 1 người đáp sai thì mỗi người đúng được một điểm, còn nếu trong một câu hỏi chỉ có một người đáp đúng, 25 người đáp sai thì người đáp đúng duy nhất đó được 25 điểm). 2 thí sinh cao điểm nhất sẽ bước vào vòng 5.
Đây là thể thức sát với thể thức vòng 1 mà phiên bản Đi tìm ẩn số của Việt Nam sử dụng nhất.

#### Vòng 5
Hai người chơi bước vào vòng 5 sẽ đứng đối diện nhau, trước mặt có hai chuông và ở giữa có một chiếc đèn. Một chiếc cặp bí ẩn xuất hiện ở trên sân khấu, trong đó có thể là giải thưởng tiền mặt, chuyến du lịch, hoặc thậm chí là xe hơi. Trong thời gian đèn có màu xanh, người chơi nào bấm chuông trước sẽ nhận giải thưởng trong chiếc cặp đó tại thời điểm đó và ra về, người còn lại sẽ bước vào vòng đặc biệt. Nếu không ai bấm chuông thì chương trình sẽ đưa ra một bài toán đơn giản, 2 thí sinh tính nhẩm, sau đó bấm chuông và nói đáp án. Nếu đúng thì người đó bước vào vòng đặc biệt, ngược lại người còn lại sẽ bước vào vòng đặc biệt. Từ năm 2004 thì chuyển sang dạng câu hỏi gồm 3 đáp án, nếu người bấm chuông trả lời đúng sẽ được đi tiếp vào vòng đặc biệt, nếu trả lời sai thì người còn lại trả lời. Nếu người còn lại trả lời đúng thì sẽ đi tiếp còn nếu người còn lại trả lời sai thì người bấm chuông sẽ đi tiếp vào vòng đặc biệt.

#### Vòng đặc biệt
Người chơi vượt qua vòng 5 sẽ được vào vòng đặc biệt. Ở vòng này, người chơi sẽ nhìn thấy 26 chiếc cặp, đồng thời biết được giá của chúng (thấp nhất là €0,01 và cao nhất là €5.000.000). Tuy nhiên, người chơi sẽ không biết được cặp nào có giá bao nhiêu. Người chơi chọn một chiếc cặp cho mình, chiếc cặp này sẽ được giữ đến cuối chương trình.
Người chơi bắt đầu bằng cách chọn mở lần lượt 6 chiếc cặp và cố gắng chọn cặp có giá trị càng nhỏ càng tốt. Sau khi chọn hết 6 cặp thì ngân hàng sẽ bắt đầu chào giá. Với mỗi lần chào giá, ngân hàng đưa ra một số tiền nhất định, MC sẽ mở nắp của nút bấm và hỏi người chơi: "Chấp nhận hay không chấp nhận?", người chơi có thể bấm nút chấp nhận số tiền này hoặc đậy nắp, không chấp nhận và tiếp tục giữ lại số tiền trong cặp đã chọn ban đầu (Tuy vậy, cho đến năm 2010, nút bấm "chấp nhận hay không chấp nhận?" không xuất hiện trong chương trình, mà người chơi chỉ nói ra quyết định của mình). Ở các giai đoạn tiếp theo, người chơi sẽ mở lần lượt 5, 4, 3, 2, 1 chiếc cặp, số cặp cứ thế giảm dần, cứ mỗi lần người chơi mở đủ số cặp quy định thì ngân hàng lại chào giá, tuỳ theo tiến trình của người chơi. Nếu người chơi chọn nhiều cặp có giá trị nhỏ thì ngân hàng sẽ chào giá cao, ngược lại ngân hàng sẽ chào giá thấp. Ngân hàng không bao giờ chào cao hơn giá trị cặp cao nhất chưa mở hoặc thấp hơn giá trị cặp thấp nhất chưa mở.

Nếu người chơi chấp nhận mức giá mà ngân hàng đã chào ở bất kì thời điểm nào của chương trình thì sẽ ra về với số tiền đã chào đó. Nếu người chơi không chấp nhận tất cả các lần chào thì sau khi mở hết cả 25 cặp còn lại, người chơi sẽ ra về với số tiền có trong cặp mình chọn ban đầu. Giá trị các cặp như sau:
| Giá trị các cặp      | Giá trị các cặp |
| -------------------- | --------------- |
| €0.01                | €7,500          |
| €0.20                | €10,000         |
| €0.50                | €25,000         |
| €1                   | €50,000         |
| €5                   | €75,000         |
| €10                  | €100,000        |
| €20                  | €200,000        |
| €50                  | €300,000        |
| €100                 | €400,000        |
| €500                 | €500,000        |
| €1,000               | €1,000,000      |
| €2,500               | €2,500,000      |
| €5,000               | €5,000,000      |
| Tổng: €10,176,686.71 |                 |

| Giá trị các cặp      | Giá trị các cặp |
| -------------------- | --------------- |
| €0.01                | €10,000         |
| €0.20                | €25,000         |
| €0.50                | €50,000         |
| €1                   | €75,000         |
| €5                   | €100,000        |
| €10                  | €200,000        |
| €20                  | €300,000        |
| €50                  | €400,000        |
| €100                 | €500,000        |
| €500                 | €750,000        |
| €1,000               | €1,000,000      |
| €2,500               | €2,500,000      |
| €5,000               | €5,000,000      |
| Tổng: €10,919,186.71 |                 |

| Giá trị các cặp      | Giá trị các cặp |
| -------------------- | --------------- |
| €0.01                | €10,000         |
| €0.20                | €20,000         |
| €0.50                | €30,000         |
| €1                   | €40,000         |
| €5                   | €50,000         |
| €10                  | €100,000        |
| €20                  | €250,000        |
| €50                  | €500,000        |
| €100                 | €750,000        |
| €500                 | €1,000,000      |
| €1,000               | €2,000,000      |
| €2,500               | €2,500,000      |
| €5,000               | €5,000,000      |
| Tổng: €12,259,186.71 |                 |

| Giá trị các cặp      | Giá trị các cặp |
| -------------------- | --------------- |
| €0.01                | €10,000         |
| €0.20                | €50,000         |
| €0.50                | €100,000        |
| €1                   | €200,000        |
| €5                   | €300,000        |
| €10                  | €400,000        |
| €20                  | €500,000        |
| €50                  | €600,000        |
| €100                 | €750,000        |
| €500                 | €1,000,000      |
| €1,000               | €2,000,000      |
| €2,500               | €2,500,000      |
| €5,000               | €5,000,000      |
| Tổng: €13,419,186.71 |                 |

| Giá trị các cặp      | Giá trị các cặp |
| -------------------- | --------------- |
| €0.01                | €10,000         |
| €0.20                | €25,000         |
| €0.50                | €50,000         |
| €1                   | €100,000        |
| €5                   | €200,000        |
| €10                  | €300,000        |
| €20                  | €400,000        |
| €50                  | €500,000        |
| €100                 | €750,000        |
| €500                 | €1,000,000      |
| €1,000               | €2,000,000      |
| €2,500               | €2,500,000      |
| €5,000               | €5,000,000      |
| Tổng: €12,844,186.71 |                 |